# Jean-Louis Hue
Pour les articles homonymes, voir Hue.
Jean-Louis Hue est un journaliste et écrivain français, né le 22 avril 1949 à Évreux.

## Biographie
Il suit des études de droit et de journalisme. Pigiste pour Actuel et Lui, il occupe ensuite le poste de rédacteur en chef adjoint du mensuel écologique Le Sauvage.
Au cours des années 1980, Jean-Louis Hue entre au Magazine littéraire où il succède à Jean-Jacques Brochier en 2004, à la direction de la rédaction.

### Famille
Jean-Louis Hue est le père de Gaspard Koenig.

## Ouvrages
- Le Chat dans tous ses états, Grasset, 1982 (Prix Fénéon)
- Dernières nouvelles du Père Noël, avec Anne-Marie Koenig, Grasset, 1987 (Prix Goncourt de la nouvelle)
- L'Apprentissage de la marche, Grasset, 2010